# 1943年の日本競馬
1943年の日本競馬（1943ねんのにほんけいば）では、1943年（昭和18年）の日本競馬界についてまとめる。
馬齢は旧表記で統一する。
1942年の日本競馬 - 1943年の日本競馬 - 1944年の日本競馬

## できごと

### 1月 - 3月
- 1月20日 - 日本競馬会は理事会を開き、阪神競馬場（鳴尾競馬場）の移転を決定した[1]。
- 1月30日 - 井野碩哉農相は「農林省令第4号」を公布、行政事務簡素化のため競馬法施行規則ほか6つの省令を改正した。競馬法については、従来認可事項であった開催執務委員設置が「あらかじめ届け出るべし」と改正された[1]。
- 1月 - 馬政局長官は行政簡素化措置の一環として、従来当局が行ってきた種馬登録のうち「新軽種馬の種馬登録書と種馬登録年報の編纂および発行」をお日本競馬会に委嘱することとし、これを日本競馬会理事長に通牒した[1]。
- 2月15日 - 日本競馬会は春季競馬開催より用紙節約のために勝馬投票券の様式・寸法を変更縮小し、従来の所要量の半減を図ることとし、安田伊左衛門理事長より各競馬場長に図面を添えて細かく通知した[1]。
- 2月16日 - 日本競馬会は調教師15名を馬事公苑に集め、5日間にかけて初めての調教師講習会を行った[1]。
- 3月1日 - 海軍次官が農林次官にあてて、「日本競馬会所有の横浜競馬場の土地建物を軍用目的のために譲渡されたい」との旨を申し入れる[1]。
- 3月6日 - 先日の申し入れに対して日本競馬会は海軍と交渉していたが、結局急遽これを承諾、海軍に横浜競馬場の土地建物を譲渡した。馬政局長官はこれに際して「来る3月27日から開催予定の春季横浜競馬は休止するよう」と安田伊左衛門理事長に通牒した。安田理事長はこれをうけて、春季横浜競馬の開催を東京競馬場で代替開催できるよう農林大臣に許可申請を行い、8日に認可された[1]。
- 3月25日
  - 日本競馬会は4月から馬事公苑内に騎手養成所を設け、希望者を公募して試験を行い、合格者を騎手候補生として採用、本格的騎手教育を行うこととする「見習騎手養成要綱」を各競馬場長に通知した[1]。
  - 馬事公苑で徴発馬の検査が行われ、日本競馬会の所有馬が71頭徴発された[1]。
- 3月26日 - 日本馬事会は時局下の人手不足を補うために、改鋏制度などの廃止などを含む「勝馬投票規程」の一部変更を主務省の認可を得て実施することとした[1]。
- 3月27日 - 横浜競馬が東京競馬場で代替開催される。4月27日まで開催[2]。

### 4月 - 6月
- 4月1日 - 日本馬事会は機構を改革し、従来の理事長席と4部制を、理事長席と総務・資源・競走の3部制に改めた[3]。
- 4月5日 - 阪神競馬場（鳴尾競馬場）の第1競走で出走馬が出た途端に兵庫県当局の命により開催中止となった。これは前日の午後9時40分発令の警戒警報が解除されていなかったためで、競馬場は入場料と発売された投票券を買戻し、同日の競走は開催日を変更して行われた[3]。
- 4月9日 - 横浜農林省賞典四歳呼馬（東京競馬場で代替開催）の開催日であったが、この日警戒警報が解除されなかったため1日繰り下げて行われた[2]。
- 4月18日 - 阪神競馬場（鳴尾）が最後の開催を行う[3]。
- 4月23日 - 日本競馬会の理事・競馬場長会議が行われ、軍需優先のために競走馬の輸送が制限されることから、新潟競馬場などの開催日程を変更した[3]。
- 5月1日
  - 入場税法の改正に伴い、日本馬事会は各競馬場の入場料を改定した。5大競馬場は1等7円、2等3円。小倉競馬場は1等4円、2等2円50銭。他の競馬場は2円となった[3]。
  - 「昭和18年度金属類非常回収に関する件」が各競馬場長に通牒される。東京と京都の馬見所の鉄骨が切り取られたが、戦地に転用される前に終戦を迎えた[3]。
- 5月11日 - 阪神競馬場（鳴尾）が閉場式を行い、海軍に引き渡された[4]。
- 6月4日 - 4月18日に戦死した山本五十六の国葬のため、5日に行われる競馬開催が4日に繰り上げて施行された[4]。
- 6月10日 - 横浜競馬場で閉場式が行われる。競馬会は6月30日に馬政局長官の認可を得て業務規則を改正、7月1日より事務所を東京都芝新桜田町の本部に移した。また、横浜調教師騎手会も6月30日に解散し、所属者はそれぞれ東京競馬場・中山競馬場に移籍した[4]。

### 7月 - 9月
- 9月24日 - 阪神競馬が京都競馬場で代替開催される。10月10日まで開催[2]。

### 10月 - 12月
- 10月1日 - 日本競馬会は主務省の認可を受けて業務規則の附則（競馬場所在地を記す）を改正し、正式に阪神競馬場を武庫郡良元村に移転した[4]。
- 10月2日 - 横浜競馬が中山競馬場で代替開催される。10月17日まで開催[2]。
- 10月22日 - 日本競馬会は処務規程第14条および第76条について臨時特例を設け、定年退職者を随時年限延長する措置を講じた[4]。
- 11月4日 - 11月1日に農林省と商工省が廃されて農商省が設置されたことをうけ、馬政局長官は日本競馬会に対して「農林省賞典競走」を「農商省～」に改めるよう通牒した[4]。
- 11月15日 - 馬事研究所の竣工式が行われる[5]。
- 12月17日 - 東条英機内閣は競馬場の施設を軍事部門に転用するため、競馬開催の一時停止を閣議決定する。秋季競馬そのものは12月19日の宮崎競馬場最終日まで開催された[5]。
- 12月23日 - 日本競馬会は理事会を開き、「競馬場設備を直接戦力増強部門に転用するため、当分の間競馬を停止する」「軽種馬の調教鍛錬および能力検定ならびに軽種生産維持のための能力検定競走を行う」「場所を東京・京都の両競馬場とし、能力検定競走実施上必要なる部分のほかは直接戦力増強部門に有償貸与する」ことを決議、上申することとした[5]。
- 12月24日 - 競馬開催の一時停止に伴い、競馬会の職員は半減させられることとなった。このため緊急場長会議が開かれ、現在550人の職員を300人以内に整理すること、45歳未満の者は戦力増強部門に転業させることなどを話し合った[5]。

## 競走成績

### 公認競馬の主な競走
- 第5回横濱農林省賞典四歳呼馬（東京競馬場・4月11日）優勝：ダイヱレク（騎手：中村広）
- 第12回帝室御賞典（春）（鳴尾競馬場・4月11日） 優勝：グランドライト（騎手：阿部正太郎）
- 第5回中山四歳牝馬特別（中山競馬場・5月9日）優勝：ミスセフト（騎手：佐藤勇）
- 第12回東京優駿競走（日本ダービー）（東京競馬場・6月6日) 優勝：クリフジ（騎手：前田長吉）
- 第6回優駿牝馬（オークス）（京都競馬場・10月3日) 優勝：クリフジ（騎手：前田長吉）
- 第13回帝室御賞典（秋）（東京競馬場・11月7日） 優勝：クリヒカリ（騎手：小西喜蔵）
- 第6回京都農商省賞典四歳呼馬（京都競馬場・11月14日） 優勝：クリフジ（騎手：前田長吉）

### 障害競走
- 第18回中山農林省賞典障碍（中山競馬場・4月3日）優勝 : モトクマ（騎手 : 平井稔）
- 第19回中山農商省賞典障碍（中山競馬場・11月28日）優勝： カミワカ（騎手：岩下密政）

## 誕生
この年に生まれた競走馬は1946年のクラシック世代となる。

### 競走馬
- 3月30日 - ミツマサ
- 4月22日 - アヅマライ
- 5月2日 - カツフジ
- 5月23日 - オーライト
- 不明 - トヨウメ

### 人物
- 3月6日 - 藤岡範士 騎手、調教師（JRA）
- 3月24日 - 佐山優 騎手、調教師（JRA）
- 4月13日 - 武宏平 調教師（JRA）
- 6月7日 - 中島啓之 騎手（JRA）
- 9月4日 - 松山康久 調教師（JRA）
- 9月13日 - 野村彰彦 騎手、調教師（JRA）
- 10月25日 - 阿部新生 調教師（JRA）
- 11月1日 - 清水出美 騎手、調教師（JRA）
- 11月21日 - 久保敏文 騎手（JRA）
- 11月24日 - 新川恵 騎手、調教師（JRA）
- 11月30日 - 矢野照正 騎手、調教師（JRA）
- 12月7日 - 本郷一彦 調教師（JRA）
- 12月14日 - 鹿戸明 騎手、調教師（JRA）
- 12月29日 - 領家政蔵 騎手、調教師（JRA）